# Milejczyce
Milejczyce is een dorp in de Poolse woiwodschap Podlachië. De plaats maakt deel uit van de gemeente Milejczyce en telt 1100 inwoners.